# Jhon Duque
Jhon Fredy Duque Arias (Bogotá; 4 de junio de 1992) es un exfutbolista colombiano. Jugaba como mediocampista defensivo.

## Trayectoria

### Inicios
Durante su niñez jugaría destacadamente en los torneos intercolegiales del IDRD en donde jugó en representación de los colegios Agustiniano del Salitre y el Liceo Cambridge. Luego, en su adolescencia con la ayuda del entrenador Carlos Barato pasa por Independiente Santa Fe y Academia Compensar en donde a pesar de ser un jugador destacado en torneos como el PonyFutbol, veía truncado su proceso formativo por su estatura.
En el año 2013 se fue a probar sin contrato con el Rayo Vallecano de España, donde gusto mucho al cuerpo técnico de la época, pero al tener que irse cedido al equipo filial y sumado a un tema de visado, John opta por regresar a Colombia. Ya de regreso al país, para el primer semestre de 2014, Fáber López, entrenador de las divisiones menores del Club Deportivo La Equidad influye para que tras un corto paso en ellas John sea promovido al equipo profesional de La Equidad.

### La Equidad
Debuta en el fútbol profesional jugando como titular el 24 de agosto de 2014 de la mano del entrenador Néstor Otero en la derrota de su club 5 a 1 a manos del Boyacá Chicó en Tunja, en el que sería su único partido con el club bogotano, ya que sufrió una lesión después del encuentro que lo sacaría de las canchas hasta diciembre de ese año. Tras la llegada de Santiago 'Sachi' Escobar no fue tenido en cuenta y quedaría como jugador libre.

### Fortaleza
Para el 2015 pasa a Fortaleza CEIF también de Bogotá. Debuta el 4 de marzo de 2015 en la derrota 2-1 frente a Club Llaneros por Copa Colombia. Su primer gol como profesional lo marca el 6 de marzo de 2016 en la victoria 2 - 0 frente a Millonarios. Le daría la victoria a su club por la mínima el 20 de noviembre contra a Alianza Petrolera donde sería su último partido con el club.

### Millonarios
El 21 de diciembre de 2016 se oficializa su contratación por Millonarios Fútbol Club para la temporada 2017. El 1 de febrero de 2017 debuta en la Copa Libertadores de América, perdiendo el partido de ida de la primera fase por la mínima frente a Atlético Paranaense en Brasil. Marcaría su primer gol en el partido de vuelta por la Copa Libertadores dándole la victoria por la mínima frente a Atlético Paranaense aunque caerían eliminados por penales. Duque terminaría consolidándose en el equipo embajador, la junta directiva de Millonarios Fútbol Club decide comprar su pase y extender su contrato hasta 2020. Al término de la temporada, Jhon Duque se marchó para jugar con el Atlético de San Luis de la Liga MX, afirmando: "jugué en el club de mis sueños".

### Atlético de San Luis
El 15 de diciembre de 2020, Jhon Duque fue presentado como refuerzo del Atlético de San Luis en México para la disputa de la temporada 2021. El 7 de diciembre de 2021, el club lo declara transferible luego de jugar 15 partidos, 8 como titular y seis ingresando de cambio, con un solo gol marcado en la caída ante Atlas por 2-6.

### Atlético Nacional
El 3 de enero de 2022 se confirma su llegada al Atlético Nacional, en una decisión que generó polémica en los hinchas de Millonarios donde se dice que intento volver al club embajador pero al estar la plantilla llena no lo pudieron aceptar y por necesidad de trabajo se tuvo que ir al club verdolaga.
Durante las 5 temporadas que militó en el equipo paisa, Jhon jugó 80 partidos donde convirtió 2 goles y se consagró campeón de Categoría Primera A, Copa Colombia y Superliga de Colombia, siendo el club en donde más ha triunfado.

### Santa Fe
El 30 de julio de 2024 se oficializaría su llegada a Independiente Santa Fe, decisión que una vez más, causaría polémica en la hinchada del equipo 'Embajador'. Debutó con el equipo el 8 de agosto en el partido válido por la 4ta jornada del primer semestre de la Liga Betplay Dimayor 2024 donde le ganarían a Atlético Bucaramanga por la mínima diferencia en condición de visitante en el Estadio Américo Montanini.
En el 2024 jugó un total de 10 partidos, 2 de ellos como titular; aportó para que el equipo 'Cardenal' consiguiera la clasificación a Fase Previa de la Copa Libertadores 2025.
El 8 de enero de 2025 en una entrevista radial para Caracol Radio, anuncia su retiro del fútbol profesional, cerrando así su carrera a sus 32 años de edad.

“Es una artrosis crónica (…) A veces hay un poco de frustración y es una decisión que reúne muchas cosas.”
Duque en Caracol Radio en enero de 2025.

## Estadísticas

### Clubes
Actualizado al último partido disputado el 8 de diciembre de 2024.
| Club | Div.          | Temporada     | Liga  | Liga  | Liga  | Copas nacionales (1) | Copas nacionales (1) | Copas nacionales (1) | Copas internacionales (2) | Copas internacionales (2) | Copas internacionales (2) | Total | Total | Total |
| Club | Div.          | Temporada     | Part. | Goles | Asis. | Part.                | Goles                | Asis.                | Part.                     | Goles                     | Asis.                     | Part. | Goles | Asis. |
| --- | ------------- | ------------- | ----- | ----- | ----- | -------------------- | -------------------- | -------------------- | ------------------------- | ------------------------- | ------------------------- | ----- | ----- | ----- |
| La Equidad · Colombia | 1.ª           | 2014          | 1     | 0     | 0     | —                    | —                    | —                    | —                         | —                         | —                         | 1     | 0     | 0     |
| La Equidad · Colombia | Total club    | Total club    | 1     | 0     | 0     | —                    | —                    | —                    | —                         | —                         | —                         | 1     | 0     | 0     |
| Fortaleza · Colombia | 2.ª           | 2015          | 29    | 0     | 0     | 4                    | 0                    | 0                    | —                         | —                         | —                         | 33    | 0     | 0     |
| Fortaleza · Colombia | 1.ª           | 2016          | 25    | 4     | 0     | 1                    | 0                    | 0                    | —                         | —                         | —                         | 26    | 4     | 0     |
| Fortaleza · Colombia | Total club    | Total club    | 54    | 4     | 0     | 5                    | 0                    | 0                    | —                         | —                         | —                         | 59    | 4     | 0     |
| Millonarios · Colombia | 1.ª           | 2017          | 38    | 0     | 1     | 4                    | 0                    | 0                    | 2                         | 1                         | 0                         | 44    | 1     | 1     |
| Millonarios · Colombia | 1.ª           | 2018          | 25    | 1     | 0     | 2                    | 0                    | 0                    | 7                         | 0                         | 0                         | 34    | 1     | 0     |
| Millonarios · Colombia | 1.ª           | 2019          | 35    | 0     | 3     | 2                    | 0                    | 1                    | —                         | —                         | —                         | 37    | 0     | 4     |
| Millonarios · Colombia | 1.ª           | 2020          | 18    | 0     | 0     | —                    | —                    | —                    | 4                         | 0                         | 0                         | 22    | 0     | 0     |
| Millonarios · Colombia | Total club    | Total club    | 116   | 1     | 4     | 8                    | 0                    | 1                    | 13                        | 1                         | 0                         | 137   | 2     | 5     |
| Atlético de San Luis · México | 1.ª           | 2021          | 15    | 1     | 0     | —                    | —                    | —                    | —                         | —                         | —                         | 15    | 1     | 0     |
| Atlético de San Luis · México | Total club    | Total club    | 15    | 1     | 0     | —                    | —                    | —                    | —                         | —                         | —                         | 15    | 1     | 0     |
| Atlético Nacional · Colombia | 1.ª           | 2022          | 13    | 1     | 0     | 4                    | 0                    | 0                    | —                         | —                         | —                         | 17    | 1     | 0     |
| Atlético Nacional · Colombia | 1.ª           | 2023          | 32    | 1     | 0     | 9                    | 0                    | 0                    | 6                         | 0                         | 0                         | 47    | 1     | 0     |
| Atlético Nacional · Colombia | 1.ª           | 2024          | 9     | 0     | 0     | —                    | —                    | —                    | —                         | —                         | —                         | 9     | 0     | 0     |
| Atlético Nacional · Colombia | Total club    | Total club    | 54    | 2     | 0     | 13                   | 0                    | 0                    | 6                         | 0                         | 0                         | 73    | 2     | 0     |
| Santa Fe · Colombia | 1.ª           | 2024          | 10    | 0     | 0     | —                    | —                    | —                    | —                         | —                         | —                         | 10    | 0     | 0     |
| Santa Fe · Colombia | Total club    | Total club    | 10    | 0     | 0     | —                    | —                    | —                    | —                         | —                         | —                         | 10    | 0     | 0     |
| Total carrera | Total carrera | Total carrera | 250   | 8     | 4     | 26                   | 0                    | 1                    | 19                        | 1                         | 0                         | 295   | 9     | 5     |
| (1) Incluye datos de Copa Colombia (2015-2023) y Superliga de Colombia (2018 y 2023).(2) Incluye datos de la Copa Libertadores (2017-2023) Copa Sudamericana (2018 y 2020). |               |               |       |       |       |                      |                      |                      |                           |                           |                           |       |       |       |

## Palmarés

### Campeonatos nacionales
| Título                | Club              | País     | Año  |
| --------------------- | ----------------- | -------- | ---- |
| Torneo Finalización   | Millonarios       | Colombia | 2017 |
| Superliga de Colombia | Millonarios       | Colombia | 2018 |
| Torneo Apertura       | Atlético Nacional | Colombia | 2022 |
| Superliga de Colombia | Atlético Nacional | Colombia | 2023 |
| Copa Colombia         | Atlético Nacional | Colombia | 2023 |